# 陈小津
陈小津（1944年—），汉族，中华人民共和国政治人物、第十一届全国政协委员。陈丕显之子。
加入中国共产党，担任中国船舶工业股份有限公司董事长、中国船舶工业集团公司原党组书记。2008年，当选第十一届全国政协委员，代表经济界，分入第三十四组。